# Liste der Monuments historiques in Inaumont
Die Liste der Monuments historiques in Inaumont führt die Monuments historiques in der französischen Gemeinde Inaumont auf.

## Liste der Objekte
| Bezeichnung                   | Beschreibung                                                  | Standort                        | Kennzeichnung | Schutzstatus | Datum | Bild |
| ----------------------------- | ------------------------------------------------------------- | ------------------------------- | ------------- | ------------ | ----- | ---- |
| Wandvertäfelung des Chorraums | Holz, um 1800                                                 | in der Kirche St-Nicolas (Lage) | PM08001231    | Classé       | 1988  |      |
| Beichtstuhl                   | Holz, 19. Jahrhundert                                         | in der Kirche St-Nicolas (Lage) | PM08001235    | Inscrit      | 1988  |      |
| Kirchengestühl                | zwei Bänke zu je drei Plätzen; Holz, 17. Jahrhundert          | in der Kirche St-Nicolas (Lage) | PM08000277    | Classé       | 1972  |      |
| Rechter Seitenaltar           | Altartisch und Retabel; Holz, farbig gefasst, 19. Jahrhundert | in der Kirche St-Nicolas (Lage) | PM08001232    | Inscrit      | 1988  |      |
| Skulptur Heiliger Eligius     | Holz, farbig gefasst, 17. Jahrhundert                         | in der Kirche St-Nicolas (Lage) | PM08001237    | Inscrit      | 1988  |      |
| Kruzifix                      | Holz, farbig gefasst, erste Hälfte des 19. Jahrhunderts       | in der Kirche St-Nicolas (Lage) | PM08001236    | Inscrit      | 1988  |      |
| Skulptur Heiliger Nikolaus    | Stein, 17. oder 18. Jahrhundert                               | in der Kirche St-Nicolas (Lage) | PM08000278    | Classé       | 1972  |      |
| Kanzel                        | Holz, bemalt, 19. Jahrhundert                                 | in der Kirche St-Nicolas (Lage) | PM08001234    | Inscrit      | 1988  |      |
| 17 Kirchenbänke               | Holz, 18. Jahrhundert                                         | in der Kirche St-Nicolas (Lage) | PM08001233    | Inscrit      | 1988  |      |
| Skulptur Heiliger Sebastian   | Holz, farbig gefasst, 17. Jahrhundert                         | in der Kirche St-Nicolas (Lage) | PM08001238    | Inscrit      | 1988  |      |